# Fairway
Fairway es una ciudad ubicada en el condado de Johnson en el estado estadounidense de Kansas. En el año 2010 tenía una población de 3882 habitantes y una densidad poblacional de 1.294 personas por km².

## Geografía
Fairway se encuentra ubicada en las coordenadas 39°1′26″N 94°37′45″O / 39.02389, -94.62917 (39.023988, -94.629213).

## Demografía
Según la Oficina del Censo en 2000 los ingresos medios por hogar en la localidad eran de $68,125 y los ingresos medios por familia eran $97,163. Los hombres tenían unos ingresos medios de $72,350 frente a los $37,538 para las mujeres. La renta per cápita para la localidad era de $45,456. Alrededor del 1.3% de la población estaban por debajo del umbral de pobreza.